# De Decembermoorden in Suriname
De Decembermoorden in Suriname: verslag van een ooggetuige is een boek van Jan Sariman uit 1983. Het boek gaat over de Decembermoorden in Suriname die op 8 december 1982 plaatsvonden in Fort Zeelandia.

## Achtergrond
In het boek worden de gebeurtenissen beschreven vanuit het perspectief van medecouppleger Roy Horb, die in conflict kwam met Desi Bouterse en op 2 februari 1983 in de gevangenis zelfmoord zou hebben gepleegd. Het boek verscheen anoniem, maar is geschreven door Jan Sariman. Deze was ten tijde van de Decembermoorden de Surinaamse minister van Landbouw en Visserij. Kort na de moordpartij trad hij af en vluchtte hij naar Nederland. In september 2000 pleegde hij zelfmoord, aan de vooravond van een proces tegen hem wegens verduistering van subsidiegelden van de Beheersstichting Samenwerkingsverbanden Etnische Minderheden (BSEM).
Volgens Henk Chin A Sen die het nawoord schreef, bevat de publicatie "een waarheidsgetrouwe weergave" van de Decembermoorden en zou Desi Bouterse eigenhandig Cyrill Daal hebben vermoord. Door sommige betrokkenen zou het boek echter als onbetrouwbaar en eenzijdig worden beschouwd.
Het boek is uitgegeven door uitgeverij Het Wereldvenster te Bussum, onder ISBN 90-293-9435-8.